# تشنزق
تشنزق هي قرية في مقاطعة هريس، إيران. عدد سكان هذه القرية هو 126 في سنة 2006.